# Население на Палау
- Населението на Палау през 2019 г. е 18 851 души.
- Гъстота – 41,8 жители на км2.
- Естествен прираст – 15‰.
- Средна продължителност на живота – мъже 68 години, жени 72 години.
- Етнически състав – палаунци 90,3%, сонсоролци и тобианци 2,3", филипинци 7,1%, други 0,3%.
- Възрастов състав
  - 0 – 14 години: 27 % (мъже: 2605/ жени: 2458)
  - 15 – 64 години: 68 % (мъже: 7006/ жени: 5814)
  - над 65 години: 5 % (мъже: 416/ жени: 467)
- Официални езици – палау и английски.
- Азбука – латиница.
- Религия – християни 92,6% (католици 84,3%, протестанти 15,7%), християно-океанийски култове 7,4%.
- Градско население – 72%.
- Столица – Нгерулмуд (520 жители).
- По-големи градове – Корор (10 хил. жители).